# Kapisillit
Kapisillit is een dorp in de gemeente Sermersooq in Groenland. Het ligt ongeveer 100 kilometer ten noordoosten van de plaats Nuuk en telde 88 inwoners volgens de volkstelling van 2004.
De naam Kapisillit komt van het Groenlandse woord voor 'zalm'. Het grootste deel van de bevolking leeft dan ook van de visserij. Andere inkomstenbronnen zijn de jagen en het toerisme.
Het dorp heeft een eigen school, kerk en een klein supermarktje. In 2020 wordt besloten tot de bouw van een luxe resort met 50 lodges met de naam Nuuk Icefjord Lodge. De lodges staan direct aan de Nuup Kangerlua (Godthåbsfjorden), daar waar de gletsjers vanaf de ijskap in de fjord uitkomen. Het resort komt op circa 7 kilometer van het dorp te liggen.